# Napomyza acutiventris
Napomyza acutiventris är en tvåvingeart som beskrevs av Zlobin 1993. Napomyza acutiventris ingår i släktet Napomyza och familjen minerarflugor. Inga underarter finns listade i Catalogue of Life.